# Герб Тобольска
Герб Тобольска — официальный символ города Тобольска. Современный герб города был утверждён 29 мая 2007 года решением Тобольской городской думы.

## История
17 марта 1785 года, Екатериной II был высочайше пожалован герб городу Тобольску подлинное описание которого гласит 
«Въ синем поле, золотая пирамида съ воинскою арматурою, съ знаменами, барабанами и алебардами (Старый гербъ)»
.
В 1859 году была попытка утвердить иной рисунок герба:
в золотом поле атаманская булава, на которой черный щит Ермака, круглый, украшенный драгоценными каменьями, между двумя, крест накрест положенными червлеными знаменами с черными древками и остриями от копья. Щит увенчан золотой башенной короной о трех зубцах и окружен золотыми колосьями, соединенными Александровской лентой.
Этот герб был утвержден как губернский 5 июля 1878 года.

## Описание
Решением Тобольской городской Думы № 97 от 29.05.2007 утверждено следующее описание герба:
"В лазоревом (синем, голубом) поле золотой монумент в виде пирамиды с овальным завершением, поставленной на постаменте (с тремя видимыми сторонами, из которых передняя больше крайних); перед пирамидой на постаменте положены два золотых барабана, серебряными кожами врозь; из-за монумента косвенно вверх и в стороны выходят свитые знамёна с серебряными наконечниками и ниже знамён - две серебряных алебарды, обе лезвиями вправо. Знамёна: справа - зелёное (сверху), червлёное (красное) и пурпурное, слева - червлёное, пурпурное и зелёное". Герб города Тобольска может воспроизводиться с орденской лентой ордена Знак Почёта и в соответствии с пунктом 8 протокола заседания Геральдического совета при Президенте Российской Федерации от 23-24 марта 2005 г. № 24 со статусной короной установленного образца.
Фигуры герба символизируют мужество, героизм, трудолюбие проявленные как первопроходцами, так и простыми жителями сурового края в освоении сибирской природы.
Использование исторического герба подчёркивает преемственность многих поколений людей прославивших своей жизнью и трудом Тобольскую землю.
Герб города отражает славное прошлое Тобольска.
Золото — символ богатства, стабильности, уважения и интеллекта.
Серебро — символ совершенства, чистоты, мира и взаимопонимания.
Красный цвет — символ труда, силы, красоты, праздника.
Синий, голубой цвет — символ чести, благородства, духовности.
Зелёный цвет — символ природы, здоровья, жизненного роста.
Пурпурный цвет — символ достоинства, величия, власти.
Корона пятизубцовая, соответствующая статусу городского округа.
Город Тобольск 10 июля 1987 года Указом Президиума Верховного Совета СССР был награждён орденом Знак Почёта, что показано орденской лентой.